# Loxicephala
Loxicephala är ett släkte av insekter. Loxicephala ingår i familjen Thericleidae.
Kladogram enligt Catalogue of Life:
| Loxicephala | \| \| Loxicephala linguifera \| \| \| \| \| \| Loxicephala mirei \| \| \| \| \| \| Loxicephala nigricoxa \| \| \| \| |
|             | \| \| Loxicephala linguifera \| \| \| \| \| \| Loxicephala mirei \| \| \| \| \| \| Loxicephala nigricoxa \| \| \| \| |
|             | Loxicephala linguifera                                                                                               |
|             | |
|             | Loxicephala mirei |
|             | |
|             | Loxicephala nigricoxa                                                                                                |
|             | |